# 李継遷
李 継遷（り けいせん、建隆4年（963年）- 統和22年1月2日（1004年1月26日））は、宋代のタングート族平夏部の人。定難軍節度使の拓跋思恭の弟の拓跋思忠の玄孫。

## 生涯
銀州防禦使李光儼の子として生まれた。曾祖父は李仁顔。祖父は李彝景。出生地より李継遷寨と称した。史書の記載によれば生まれながらに歯を有し、幼少時より勇猛果敢で聡明な人物であった。開宝8年（975年）、李継遷の族叔であった定難軍節度使の李光睿はその才能を見抜き、12歳の李継遷は管内都知蕃落使に任じられた。太平興国7年（982年）、族兄の李継捧が入朝した際に夏州・綏州・銀州・宥州・静州の五州が宋への返還を求められた後は、弟の李継沖などとタングート族を率いて反宋活動を行った。後に李継遷は張浦を遼に派遣して帰順、当時北宋の河西地区の支配権の弱体化に乗じて聖宗は李継遷を定難軍節度使、夏綏銀宥静五州観察使、特進検校太師・都督夏州諸軍事に、李継沖を副使に冊封している。12月、李継遷は更なる遼の支援を得るため、自ら遼朝に向かい遼室との婚姻を求めている。
宋に五州を献じて入朝した李継捧もその返還は本意でなく、その後夏州が返還された後にも表面上は宋へ帰順しながら一方で李継遷と通じ、統和9年（991年）には夏州を遼に献上し、西平王に冊封されている。李継捧の協力関係の下、李継遷は出兵して綏州・銀州を占拠し、更に慶州・原州諸州を攻撃した。しかし宋軍の反撃により間もなく撤退している。
北宋で真宗が即位すると、李継遷に対しては消極的な外交政策が採用され、李継遷の勢力が強化されていった。統和20年（1002年）、李継遷は霊州を攻撃、知州の裴済を殺害し、李継遷は遼より西平王に冊封され、霊州を西平府と改称した。李継遷により西平府以降、西平府は河朔・慶涼地域の西域交通の要衝であるため都城の防衛を固め、また王殿や宗廟などを整備すると共に、民衆に中原知識の習得を推奨し、都城の整備を図った。
支配地の整備により宋を軽視するようになった李継遷は、環州・慶州の攻撃を計画した。しかし宋に帰順していた吐蕃族の首領の潘羅支の策略により李継遷の軍勢は大敗を喫し、李継遷自身も負傷し西平府に帰還している。
統和22年（1004年）、容態が悪化した李継遷は、自らの基盤を保持するために子の李徳明に対し北宋への帰順を指示、その後に薨去した。翌年、李徳明は潘羅支を攻撃し報復している。
孫の李元昊が西夏を建国すると廟号を太祖、諡号を神武皇帝と追贈されている。

## 末裔
明末期の反乱指導者で、李自成の乱を起こして明を滅ぼし、順王朝を建国した李自成は李継遷の末裔を称しているが、どの西夏皇族の系統かは明らかになっていない。

## 登場作品
- 『神秘的西夏』第三話（中国中央電視台）